# Chitrakoot (distrikt)
Chitrakoot (hindi: चित्रकूट जिला) er et distrikt i den indiske delstat Uttar Pradesh. Distriktets hovedstad er Chitrakoot.

## Demografi
Ved folketællingen i 2011 var der 990,626 indbyggere i distriktet, mod 766,225 i 2001. Den urbane befolkning udgør 9,73 % af befolkningen.
Børn i alderen 0 til 6 år udgjorde 17,31 % i 2011 mod 21,14 % i 2001. Antallet af piger i den alder per tusinde drenge er 928 i 2011.